# Demi Stokes

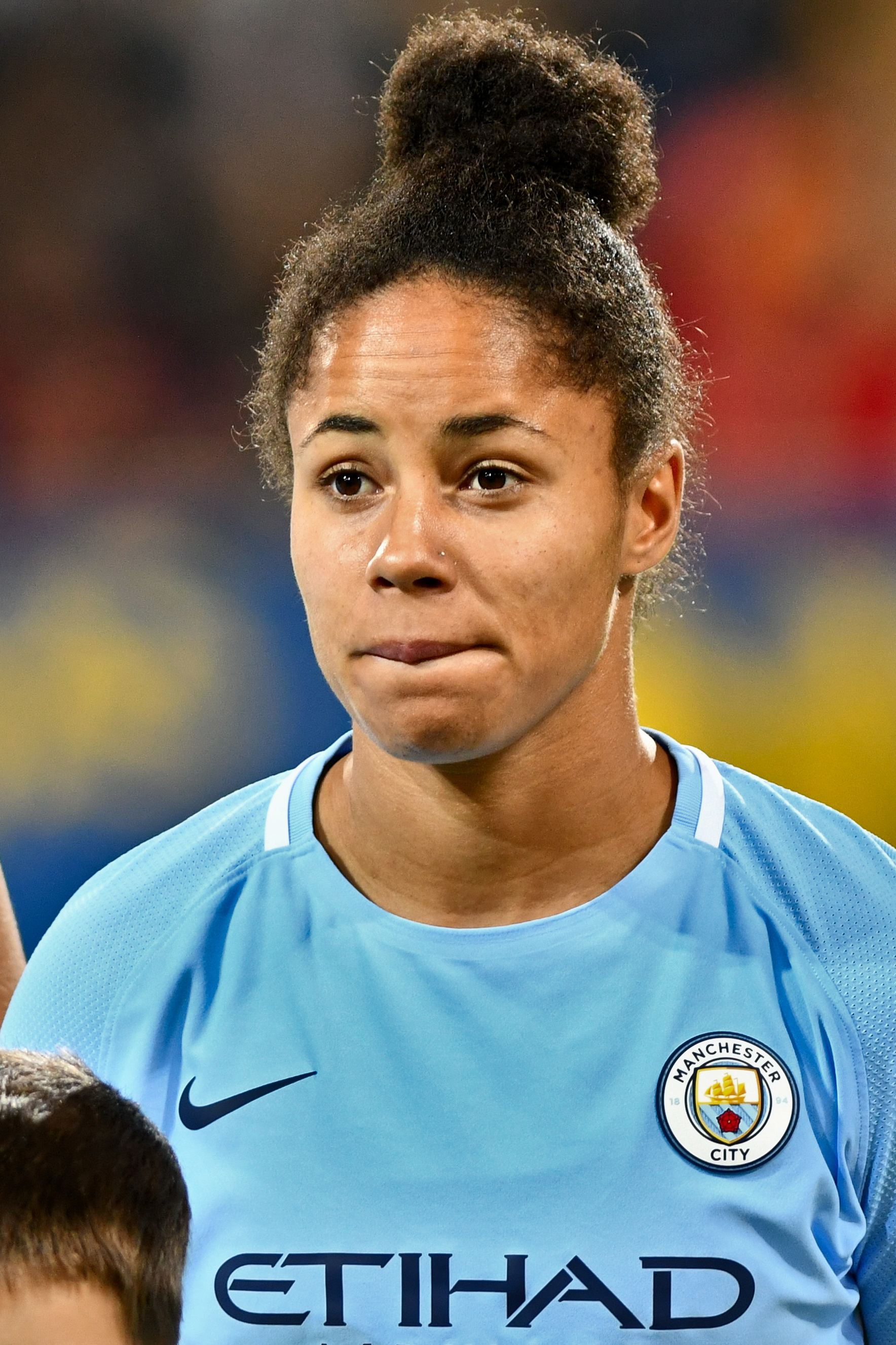
Stokes con el Manchester City en 2017.

Demi Lee Courtney Stokes (South Shields, Inglaterra; 12 de diciembre de 1991) es una futbolista inglesa que juega como defensa para la selección de Inglaterra y para el Newcastle United W.F.C..
En 2015, Stokes firmó un contrato de tres años con el Manchester City.

## Estadísticas

### Clubes
| Club                    | País       | Año         |
| ----------------------- | ---------- | ----------- |
| Sunderland              | Inglaterra | 2007 - 2011 |
| Vancouver Whitecaps     | Canadá     | 2012        |
| Manchester City         | Inglaterra | 2015 - 2024 |
| Newcastle United W.F.C. | Inglaterra | 2024 -      |

## Palmarés

### Campeonatos nacionales
| Título                | Club            | País       | Año     |
| --------------------- | --------------- | ---------- | ------- |
| Women's Super League  | Manchester City | Inglaterra | 2016    |
| FA Women's League Cup | Manchester City | Inglaterra | 2016    |
| Women's FA Cup        | Manchester City | Inglaterra | 2016-17 |
| FA Women's League Cup | Manchester City | Inglaterra | 2018-19 |
| Women's FA Cup        | Manchester City | Inglaterra | 2018-19 |
| Women's FA Cup        | Manchester City | Inglaterra | 2019-20 |
| FA Women's League Cup | Manchester City | Inglaterra | 2021-22 |

## Vida personal
Stokes mantiene una relación con Katie Harrington. La pareja tiene tuvo un niño en 2022.